# 모도
| Daedongyeojido (Gyujanggak) 13-05.jpg |  |
|                                       |  |

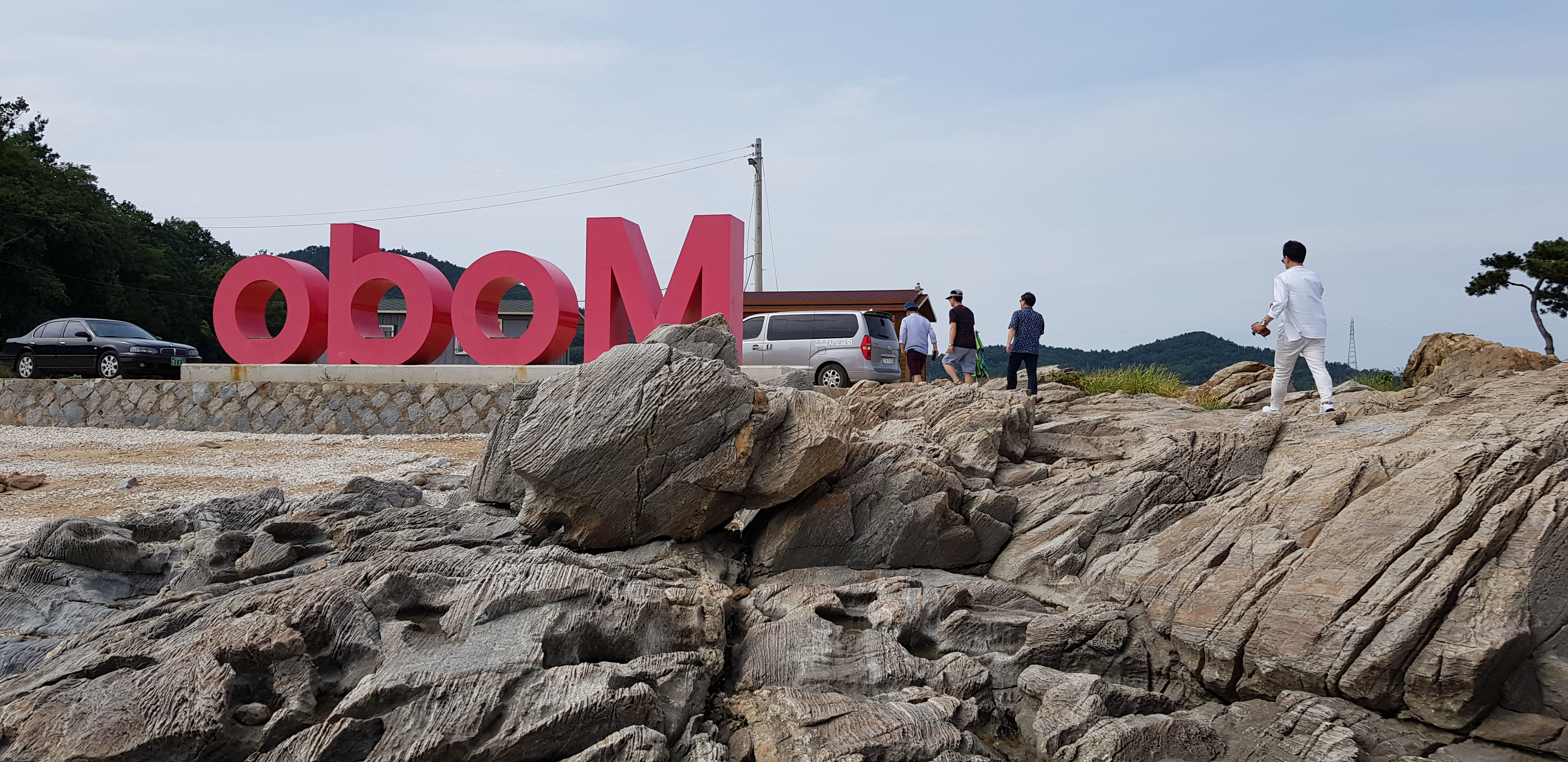
화강암 바위의 아름다움을 자랑하는 모도

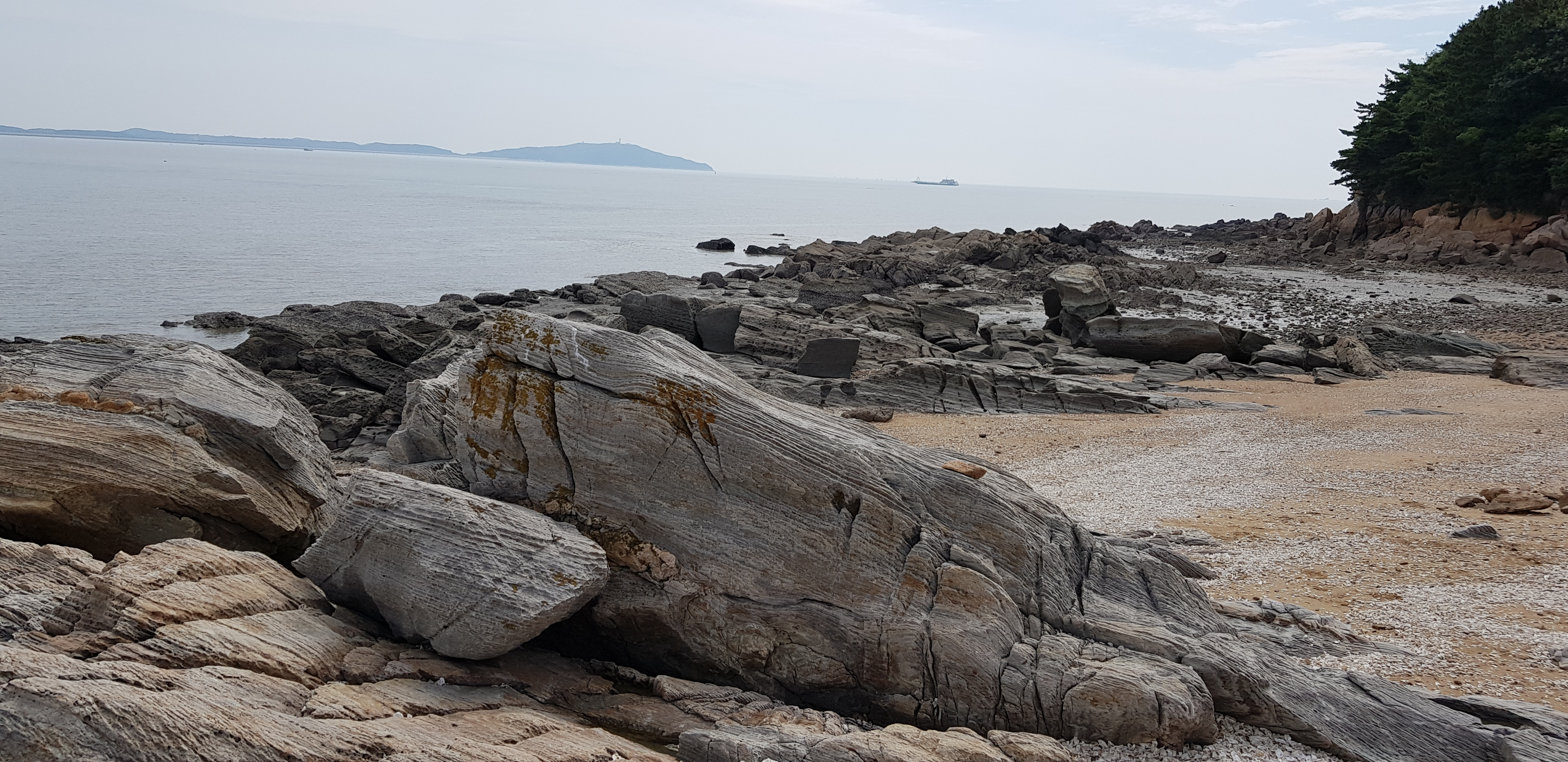
바다전경과 멋진 바위들이 있는 모도

모도(茅島)는 인천광역시 옹진군 북도면에 있는 섬이다. 시도, 신도와 함께 노랑부리백로와 괭이갈매기 등 희귀조류의 서식지로도 알려져 있다. 
지명의 유래는 이 섬의 어부들이 고기를 잡을 때 고기 대신 띠가 잡힌다고 하여서 띠섬이라고 불렸다가 한자 茅(띠 모)를 본따서 불리게 되었다.

## 지질
모도의 지질은 대보 화강암 중립질흑운모화강암이다. 이 화강암은 상대적으로 조립질이며, 일부 반상질을 보이기도 한다.

## 같이 보기
- 시도
- 신도
- 인천광역시의 지질